# Taraxacum sublaeticolor
Taraxacum sublaeticolor — вид квіткових рослин з родини айстрових (Asteraceae). Вид зростає в Європі: Естонія, Латвія, Литва, Чехія, Словаччина, Данія, Фінляндія, Німеччина, Велика Британія, Ісландія, Нідерланди, північноєвропейська Росія, Норвегія, Польща, Швеція; це багаторічна рослина помірних біомів.